# Love and Peace: A Tribute to Horace Silver
Love and Peace: A Tribute to Horace Silver — студийный альбом американской джазовой певицы Ди Ди Бриджуотер, вышедший в 1995 году на лейбле Verve Records.

## Об альбоме
За этот альбом, в 1996 году певица была номинирована на «Грэмми» в номинации Best Jazz Vocal Album (Лучший джаз-вокальный альбом).
Диск занял 13-е место в американском чарте Billboard - Top Jazz Albums.

## Список композиций
Музыка и лирика написана Хорасом Сильвером.
1. «Permit Me to Introduce You to Yourself» — 3:25
2. «Nica’s Dream» — 5:14
3. «The Tokyo Blues» — 5:44
4. «Pretty Eyes» — 5:05
5. «St. Vitus Dance» — 2:40
6. «You Happened My Way» — 6:29
7. «Soulville» — 4:16
8. «Filthy McNasty» — 4:51
9. «Song for My Father» — 5:30
10. «Doodlin'» — 6:06
11. «Lonely Woman» — 5:21
12. «The Jody Grind» — 5:00
13. «Blowin' the Blues Away» — 3:55

## Участники записи
- Dee Dee Bridgewater — вокал
- Stephanie Belmondo — труба
- Lionel Belmondo — тенор-саксофон
- Horace Silver — пианино
- Hein Van DeGeyn — контрабас
- Andre Ceccarelli — ударные